# RC Tatra Smíchov
RC Tatra Smíchov – dawny czechosłowacki, a obecnie czeski klub rugby z siedzibą w praskiej dzielnicy Smíchov, pięciokrotny mistrz Czech.
Męska drużyna obecnie występuje w czeskiej Extralidze i swoje mecze rozgrywa na stadionie Císařka.

## Historia
Klub został założony w 1958 r. jako Tělovýchovná jednota Tatra Smíchov Českomoravská Kolben Daněk, od nazwy praskich zakładów ČKD produkujących tramwaje Tatra. Pierwszy mecz rozegrała przeciwko Dukli Bratysława 13 stycznia 1960 r. Sekcja żeńska powstała w klubie jesienią 2005.
Kapitanami męskiej drużyny byli m.in.: Vladislav Petras, Antonín Brabec st., Jaroslav Žíla, Pavel Jágr, Tomáš Bínovec, Zdeněk Gruber, Roman Kladiva, Josef Fatka, Roman Rygl, Antonín Brabec mł., Jan Žíla, Lukaš Jágr.
Rugbystami roku pochodzącymi z tego klubu byli: Vlastimil Jágr (1978, 1980), Václav Fanta (1983), Antonín Brabec mł. (1995), Jan Žíla (2003).

### Historyczne nazwy klubu
- 1958–1993 TJ Tatra Smíchov ČKD
- od 1994 RC Tatra Smíchov

### Prezesi klubu
- 1958–1965 Antonín Kratochvíll
- 1965–1991 Jaroslav Nedoma
- 1991–1993 Ladislav Procházka
- 1993–1993 Josef Fatka
- 1993–1995 Zdeněk Pelnář
- 1995–1999 Vladislav Petras
- 1999–2006 Antonín Brabec st.
- od 2006 Roman Rygl

## Sukcesy
- Mistrzostwo Czech (5):  1995, 1997, 2003, 2007, 2008, 2013
- Wicemistrzostwo Czechosłowacji (4):  1977, 1979, 1980, 1982
- Puchar Czech (6): 1995, 1997, 2003, 2007, 2009, 2011
- Puchar Czechosłowacji (3): 1980, 1981, 1983